# Mahmoud El-Sayed
Mahmoud El-Sayed Sami Salah Al-Din Nada Saleh (arabiska: محمود السيد سامي صلاح الدين ندا صالح), född 25 april 2005, är en egyptisk fäktare som tävlar i värja. Hans bröder Mohamed El-Sayed och Ahmed El-Sayed är också en fäktare.

## Karriär
Vid junior-VM 2022 i Dubai tog El-Sayed guld i lagtävlingen i värja. Vid junior-VM 2023 i Plovdiv tog han återigen guld i lagtävlingen i värja.
Vid olympiska sommarspelen 2024 i Paris slutade El-Sayed på åttonde plats tillsammans med Mohamed El-Sayed, Mohamed Yasseen och Mahmoud Mohsen i lagtävlingen i värja.